# Wegneria impotens
Wegneria impotens är en fjärilsart som beskrevs av Edward Meyrick 1915. Wegneria impotens ingår i släktet Wegneria och familjen äkta malar. Inga underarter finns listade i Catalogue of Life.